# Not a Sinner nor a Saint
Not a Sinner, Nor a Saint är en poplåt framförd av Alcazar skriven av Bobby Ljunggren, Tommy Lydell och Lotta Ahlin. Producerad av Anders Hansson. Den deltog i den svenska Melodifestivalen 2003 och hamnade på tredje plats i finalen. Singeln toppade den svenska singellistan. På Svensktoppen låg melodin i tre omgångar under perioden 20 april-4 maj 2003 , med en femteplats den andra veckan som högsta placering där innan den lämnade listan .
På Trackslistan blev låten det årets tredje största hit.
Låten vann också National Finals Song Contest och Second Chance Contest, två tävlingar där alla tävlande låtar från europeiska uttagningar - frånsett vinnarmelodin - tävlar. Det var Sveriges första seger i National Finals Song Contest.

## Listplaceringar
| Lista (2003) | Topplacering |
| ------------ | ------------ |
| Sverige      | 1            |